# Фридрих Александер фон Дона-Шлобитен
Фридрих Александер фон Дона-Шлобитен (на немски: Friedrich Alexander Burggraf und Graf zu Dohna-Schlobitten; * 6 юли 1741, Кьонигсберг, Прусия; † 8 април 1810, дворец Финкенщайн, Прусия, днес в Полша) е бургграф и граф на Дона-Шлобитен в Източна Прусия/Полша.

## Произход
Той е син на пруския полковник бургграф Александер Емилиус фон Дона-Шлобитен (* 7 юли 1704, Берлин; † 6 октомври 1745, убит в битка при Ландсхут) и съпругата му принцеса София Шарлота фон Шлезвиг-Холщайн-Зондербург-Бек (1722 – 1763), дъщеря на херцог Фридрих Вилхелм II фон Шлезвиг-Холщайн-Зондербург-Бек (1687 – 1749) и графиня и бургграфиня Урсула Анна фон Дона-Шлобитен (1700 – 1761), дъщеря на бургграф Кристоф I фон Дона-Шлодиен и Фридерика Мария фон Дона-Вианен (1660 – 1729). Внук е на Александер фон Дона-Шлобитен (1661 – 1728) и графиня и бургграфиня Емилия (Амалия) Луиза фон Дона-Карвинден (1661 – 1724).
Майка му София Шарлота се омъжва втори път на 1 януари 1750 г. за принц Георг Лудвиг фон Шлезвиг-Холщайн-Готорп (1719 – 1763). Сестра му София Шарлота (1740 – 1798) се омъжва на 21 декември 1759 г. в Касел за 1. княз Карл Кристиан фон Золмс-Хоензолмс-Лих (1725 – 1803). Полубрат му е велик херцог Петер I фон Олденбург (1755 – 1829).

## Фамилия
Фридрих Александер фон Дона-Шлобитен се жени на 26 април 1769 г. за графиня Луиза Амалия Каролина Финк фон Финкенщайн (* 23 октомври 1746, Остероде, Прусия; † 23 февруари 1825, Финкенщайн), дъщеря на пруския генерал-лейтенант граф Фридрих Лудвиг Финк фон Финкенщайн (1709 – 1785) и графиня Албертина Мари Финк фон Финкенщайн (1719 – 1792). Те имат десет деца:
- Катарина София Албертина Каролина (* 18 февруари 1770, Финкенщайн; † 14 април 1864, Агнитен), омъжена на 2 август 1795 г. във Финкенщайн за фрайхер Карл Вилхелм фон Шрьотер (* 9 април 1748, Вонсдорф; † 2 декември 1819, Кьонигсберг)
- Фридрих Фердинанд Александер (* 29 март 1771, Финкенщайн; † 21 март 1831, Кьонигсберг), пруски политик
- Вилхелм Хайнрих Максимилиан (* 8 април 1773, Финцкенстеин; † 19 май 1845, Кьонигсберг), женен на 24 юни 1801 г. в Кьонигсберг за графиня Амелия фон Шлибен (* 15 декември 1777, Берлин; † 3 октомври 1845, Шлобитен)
- Луиза Фридерика Юлиана (* 26 май 1774, Финкенщайн; † 25 август 1801, Финкенщайн)
- Мариана Хелена Доротея Августина (* 29 август 1775, Финкенщайн; † 13 декември 1847, Данциг), омъжена на 23 януари 1804 г. в Шлобитен за Франц Вилхелм фон Тидеман-Брандис (* 8 декември 1762; † 21 август 1839)
- Лудвиг Мориц Ахациус (* 8 септември 1776, Шлобитен; † 19 януари 1814, Данциг), женен на 17 януари 1804 г. в Райхтерсвалде за бургграфиня и графиня Амелия фон Дона-Райхтерсвалде (* 7 август 1777, Райхтерсвалде; † 26 декември 1863, Дрезден)
- Шарлота Мария Кристиана (* 7 ноември 1780, Шлобитен; † 31 октомври 1835, Шлобитен)
- Александер Фабиан (* 17 ноември 1781, Шлобитен; † 26 август 1850, Финкенщайн), женен на 10 ноември 1814 г. в Берлин за бургграфиня и графиня Теофила фон Дона-Лаук (* 16 август 1786, Вундлакен; † 23 май 1855, Финкенщайн)
- Карл Фридрих Емил (* 4 март 1784, Шлобитен; † 21 февруари 1859, Берлин), пруски генерал-фелдмаршал, женен на 10 ноември 1809 г. в дворец Финкенщайн за Юлия фон Шарнхорст (1788–1827)
- Хелвециус Карл Фридрих Георг Албрехт (* 13 март 1789, Шлобитен; † 22 април 1821, Финкенщайн)